# Maison au 7, rue des Cordiers à Riquewihr
La maison au 7, rue des Cordiers est un monument historique situé à Riquewihr, dans le département français du Haut-Rhin.

## Localisation
Ce bâtiment est situé au 7, rue des Cordiers à Riquewihr.

## Historique
L'édifice fait l'objet d'une inscription au titre des monuments historiques depuis 1930.

## Architecture

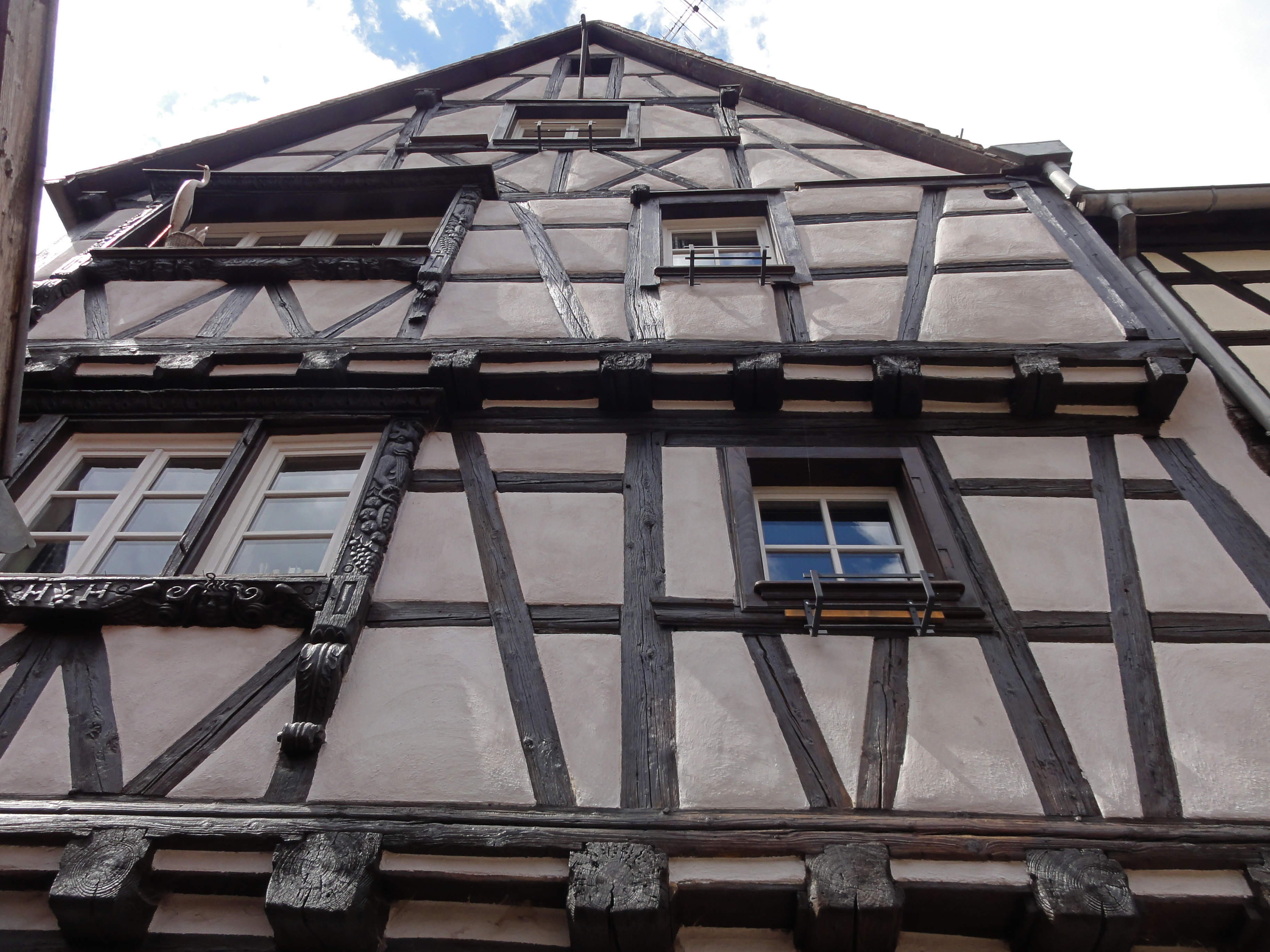
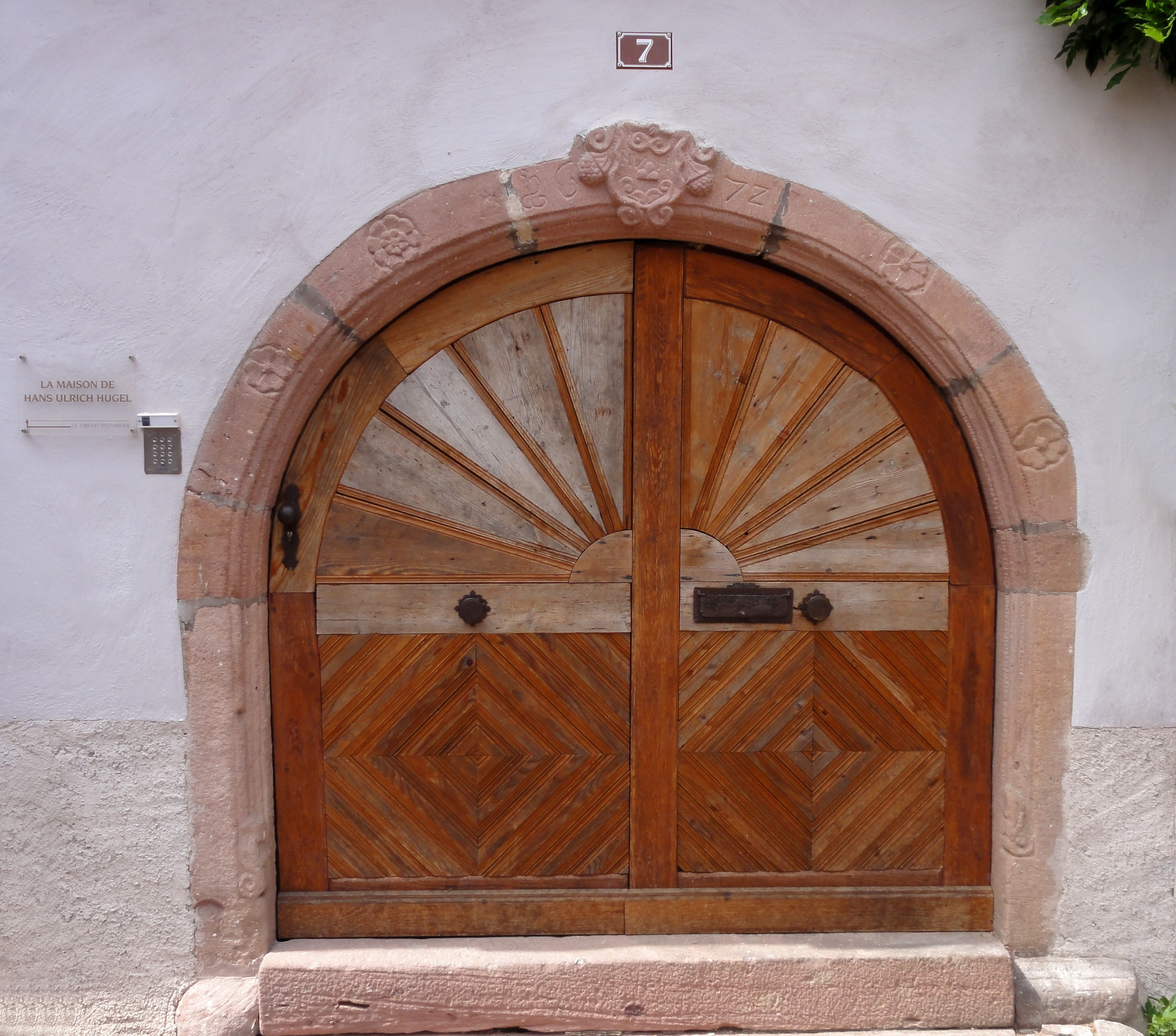
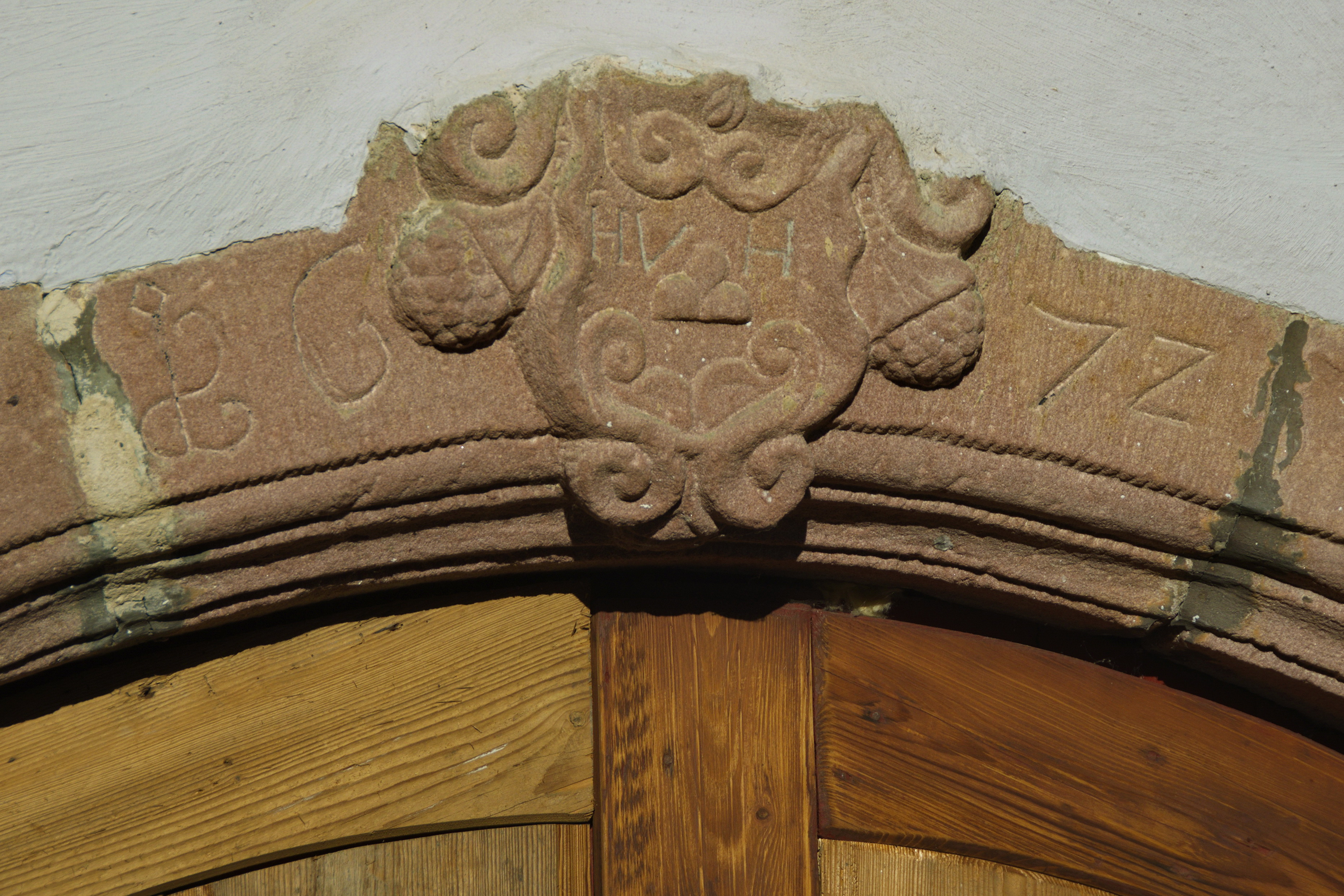